# Paleis Het Loo

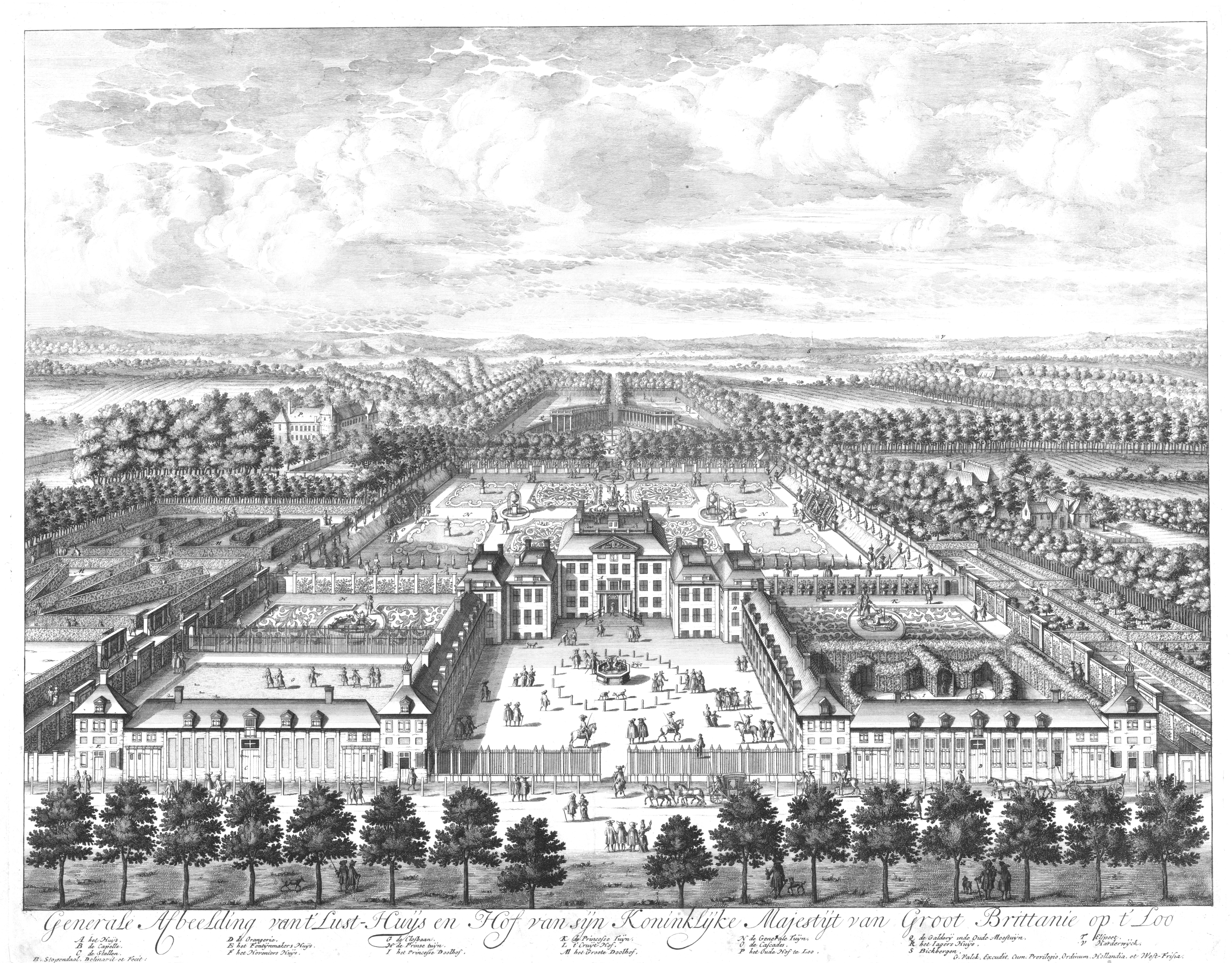
Gezicht op Paleis Het Loo te Apeldoorn in vogelvluchtperspectief rond 1689

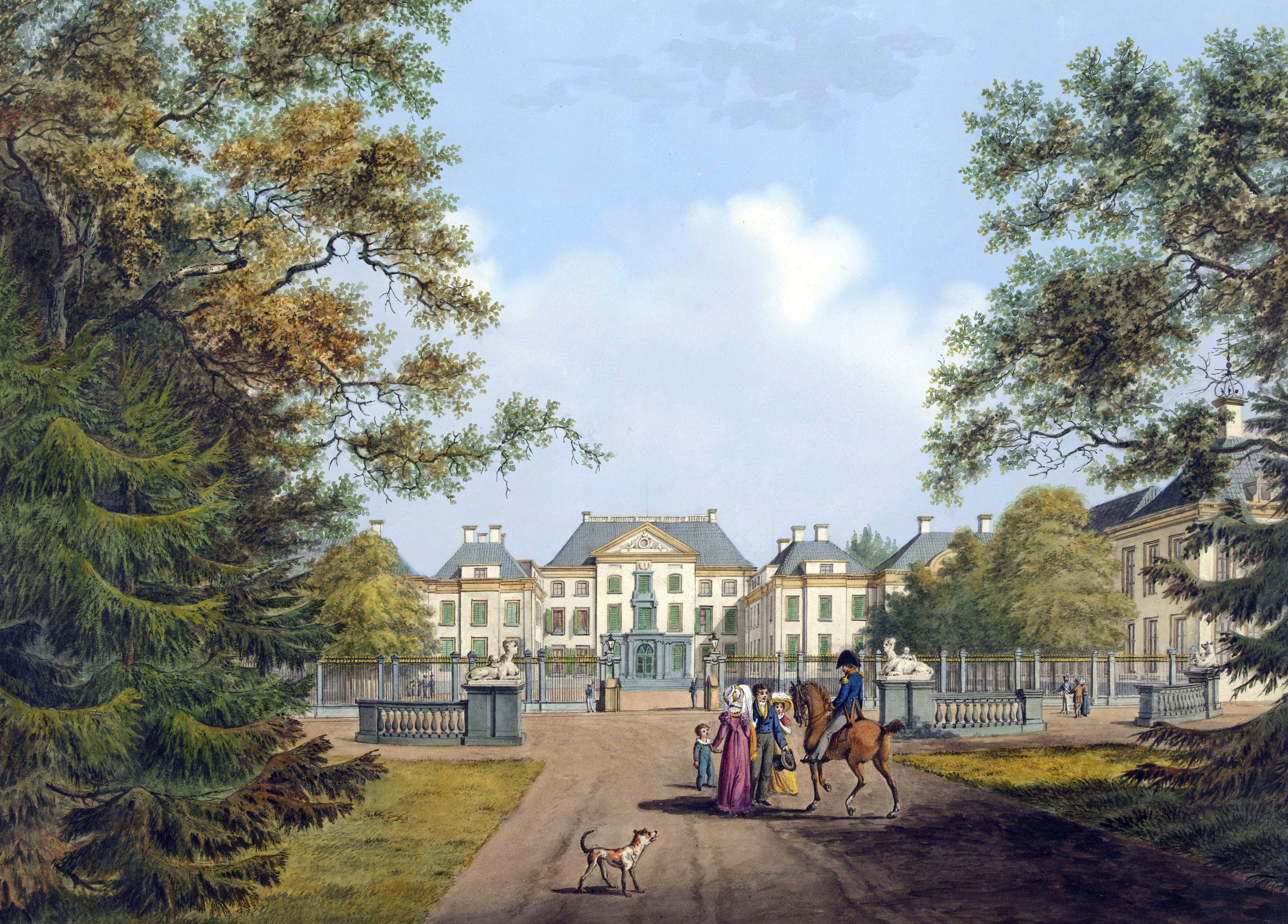
Gezicht op Paleis Het Loo, Cornelis de Kruyff, 1828

Paleis Het Loo is een paleis gelegen aan de rand van Apeldoorn. Het paleis werd tot 1975 door leden van de Koninklijke familie van Nederland bewoond. Sinds 1984 is het als Nationaal Museum Paleis het Loo opengesteld voor publiek en vinden er tentoonstellingen en evenementen plaats. Het paleis is eigendom van de Staat der Nederlanden. Het beheer en onderhoud van de gebouwen wordt uitgevoerd door de Stichting Paleis Het Loo.

## Geschiedenis
De term 'loo' staat voor een op hogere zandgrond gelegen open loofbos. Stadhouder Willem III, achterkleinzoon van Willem van Oranje, kocht in 1684 het middeleeuwse kasteel Het Oude Loo aan, om ernaast een nieuw jachtverblijf op te trekken. Het terrein leent zich bijzonder goed voor een tuinaanleg met waterwerken, vanwege de natuurlijke wateraanvoer vanuit de heuvels. De stadsmeestertimmerman van Leiden, Jacobus Roman (1640-1716), die in 1689 hofarchitect zou worden, ontwierp een vierkant hoofdgebouw (corps de logis) in classicistische stijl, met aan weerszijden ervan zijvleugels. Hoofdgebouw en vleugels waren met elkaar verbonden via halfronde colonnades. Het interieurontwerp is goeddeels van Daniël Marot. 
Nadat stadhouder Willem III koning van Engeland was geworden, liet hij het paleis van 1691 tot 1694 uitbreiden met vier paviljoens (een binnen- en een buitenpaviljoen aan weerszijden van het hoofdgebouw) die het hoofdgebouw met de zijvleugels verbonden. De colonnades werden verplaatst naar de nieuw aangelegde tuin. De paviljoens bevatten de koninklijke appartementen van stadhouder Willem III en Mary Stuart, evenals de eetzaal, paleiskapel en schilderijengalerij. Het interieur werd ontworpen door Daniël Marot. De plafondschilderingen zijn van de hand van Johannes Glauber en Gerard de Lairesse. Volgens Jan van Gool werkten Dirk Valkenburg en Dirk Dalens III rond 1700 aan de verfraaiing met vogel- of jachttaferelen. Lange tijd werd Het Loo nauwelijks bewoond, tot het huwelijk van stadhouder Willem IV met prinses Anna van Engeland. Na zijn dood bleef het paleis tot 1764 onbewoond. Na het huwelijk van prins Willem V met Wilhelmina van Pruisen bewoonden zij het paleis.
In 1795, tijdens de Bataafse Republiek, werden alle bezittingen van de Oranjes in beslag genomen. Het Loo werd geplunderd en vernield. Het diende als hospitaal voor Franse soldaten. Overgebleven meubels en bezittingen van de Oranjes werden publiekelijk geveild. Het paleis werd een nationaal gebouw.
Nadat Lodewijk Napoleon koning van Holland was geworden, werd Het Loo zijn zomerpaleis. Hij liet de gevels van het paleis pleisteren en empirevensters aanbrengen. De tuin, die grotendeels vernield was, werd volgestort en veranderd in een vlak grasveld. Veel vertrekken werden ingericht in Empirestijl. Nadat het koninkrijk Holland bij Frankrijk werd ingelijfd heeft Napoleon in 1811 enkele dagen op het paleis doorgebracht.
Na de kroning van Willem I tot koning stelde de staat paleis Het Loo beschikbaar als zomerverblijf, hoewel het wel staatseigendom bleef. Na 1815 waren er werkzaamheden aan het park en werd de tuin grotendeels opnieuw aangelegd. Koning Willem II maakte geen gebruik van Het Loo. Koning Willem III had daarentegen veel belangstelling voor Het Loo. Onder hem kwam de eerste uitbreiding van Het Loo sinds 1692 tot stand, namelijk een kunstzaal in de oostvleugel. Er kwamen ook appartementen voor zijn eerste vrouw, koningin Sophie, en zijn tweede vrouw, koningin Emma. Na de dood van Willem III liet koningin Emma enkele verbouwingen uitvoeren voor de bewoning van de toekomstige koningin Wilhelmina. Er kwamen twee aanbouwen aan de noordzijde van het hoofdgebouw met bedkamers, toiletten en bediendenkamers. In 1895 werd Het Loo aangesloten op de waterleiding. Na het huwelijk van koningin Wilhelmina met prins Hendrik werd er voor hem een appartement ingericht. In de periode 1907-1910 werd er een groot stallencomplex gebouwd en een garage. Tussen 1911 en 1914 werd het paleis flink verbouwd en vergroot onder rijksbouwmeester Peters. Er kwamen aanbouwen aan de oost- en westvleugel. Ook werd er een grote eetzaal of balzaal aangebouwd. De beide vleugels werden verhoogd met een verdieping en ook het hoofdgebouw en de paviljoens kregen een extra verdieping.
Tijdens de Tweede Wereldoorlog werd het koninklijk bezit door de bezetters verbeurd verklaard. De Duitsers hadden plannen om het paleis te gebruiken als herstellingsoord voor de Wehrmacht.
Na de troonsafstand van koningin Wilhelmina in 1948 bleef zij op Het Loo wonen tot aan haar dood in 1962. Voor koningin Juliana en prins Bernhard werden enkele vertrekken ingericht.
Na hun huwelijk bewoonden prinses Margriet en Pieter van Vollenhoven (een deel van) de oostvleugel met hun gezin tot en met 1975.

### Restauratie
Het paleis was de zomerresidentie van de Nederlandse stadhouders en koningen van 1686 tot 1975. Het werd voor het laatst bewoond door prinses Margriet en haar echtgenoot Pieter van Vollenhoven.  
Van 1977 tot en met 1984 vond een ingrijpende restauratie plaats van het paleis en de tuinen. Het doel was om beide terug te brengen in de oorspronkelijke 17e-eeuwse staat. Daartoe werden enkele aanbouwen uit de 19e en 20e eeuw verwijderd, waaronder de grote eetzaal en de bad- en kleedkamers aan de tuinzijde van het hoofdgebouw. Verder werd het paleis ontdaan van de witte pleisterlaag, zodat de oorspronkelijke baksteen weer tevoorschijn kwam. Ook werd de in de 20e eeuw aangebrachte verdieping op het hoofdgebouw weggehaald. In het paleis werden plafond- en marmerschilderingen uit voorgaande perioden vrijgelegd en waar nodig geretoucheerd. Bij de inrichting werden de stadhouderlijke appartementen van Willem III en zijn echtgenote Mary II op hun oorspronkelijke plaats op de eerste verdieping teruggebracht. 
Vanaf 2018 werd het paleis opnieuw gerenoveerd. Het ontwerp voor deze renovatie werd gemaakt door KAAN Architecten. Het betrof noodzakelijk onderhoud en de bouw van een ondergrondse uitbreiding voor bezoekersfaciliteiten onder het voorplein. Ook kwamen er nieuwe tentoonstellingsruimten. Voor hoofdgebouw en  paviljoens is ervoor gekozen om waar dit maar mogelijk was de originele staat te herstellen. Dat betreft onder ander de vertrekken zoals die in gebruik waren door koningin Wilhelmina (het was haar woon- én werkpaleis) en door prins Bernhard, die 's zomers, samen met zijn echtgenote, koningin Juliana, in Paleis Het Loo verbleef. Vanaf 2022 is het paleis na de renovatie weer toegankelijk voor bezoekers. In 2023 kwam ook de ondergrondse uitbreiding gereed.

## Museum
Het paleis is na restauratie in de jaren 70 sinds 1984 ingericht als museum. In het museum krijgt men er een indruk van hoe de opeenvolgende Oranjes in dit paleis leefden. Op de de eerste verdieping van de oostvleugel van het paleis worden de Oranjes belicht: stadhouders, koningen en koninginnen. In de westvleugel bevindt zich het "juniorpaleis": een speelplek voor kinderen.

## Parkaanleg

### Tuin

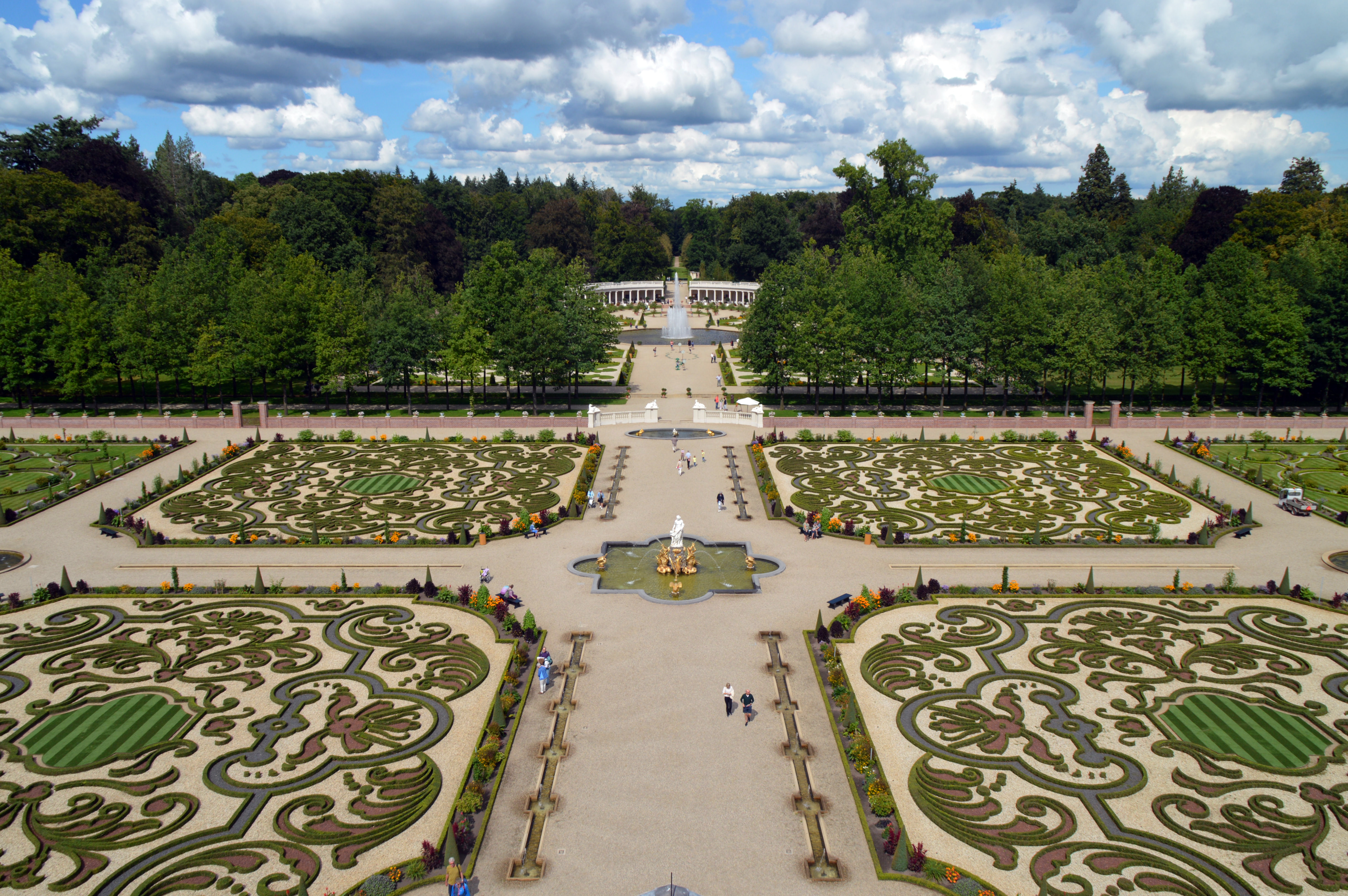
Tuin van bovenaf

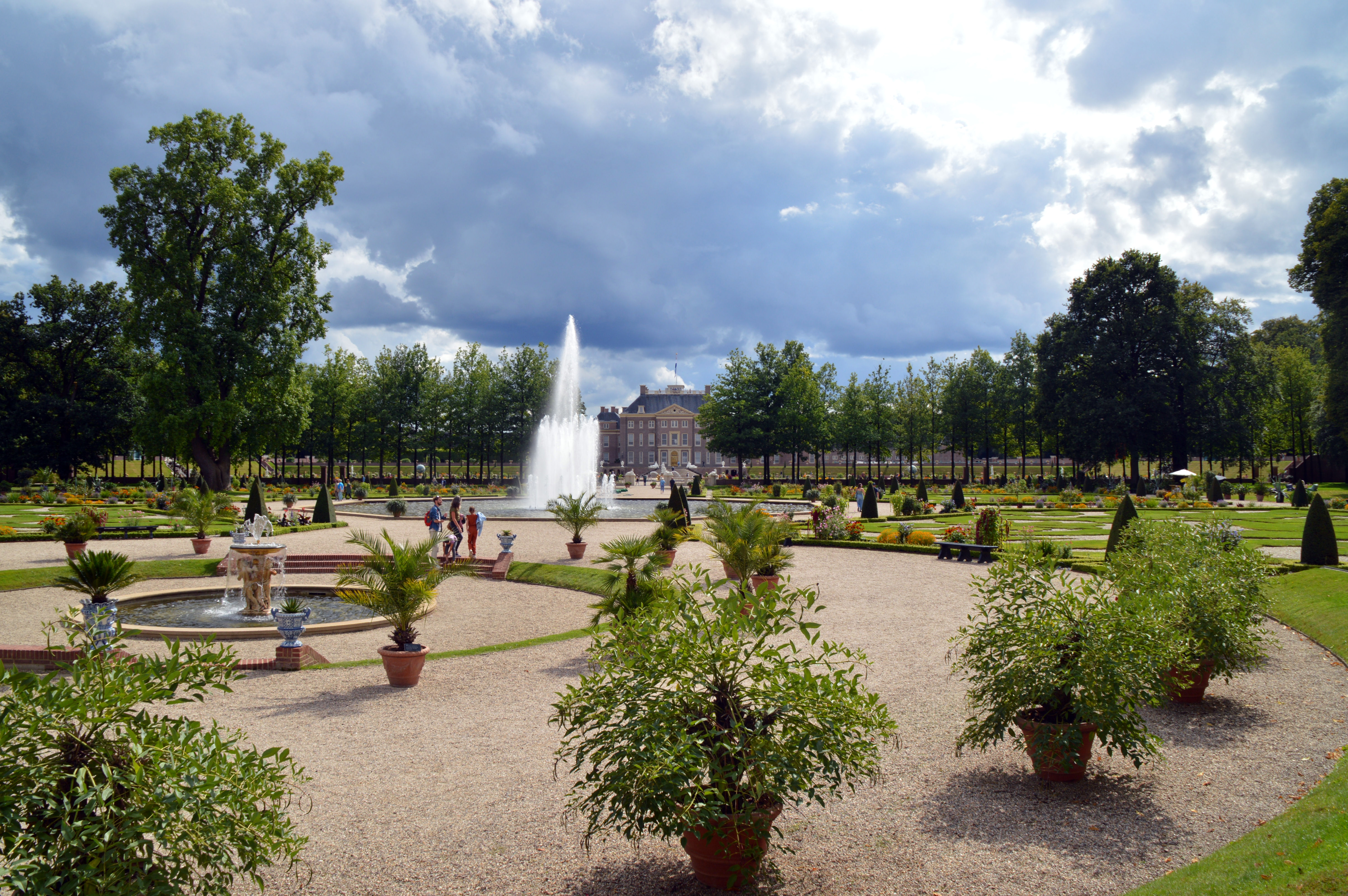
Tuin van Paleis Het Loo

Paleis Het Loo beschikt over een Hollands-classicistische tuin met Franse invloeden (een vakverdeling afgezet met Japanse hulsthagen). Het is een formele tuin in de stijl van de 17e-eeuwse barok, in navolging van de renaissancetuinen van André le Nôtre, zoals bij het kasteel van Versailles. Vanaf het balkon (op woensdag toegankelijk) is uitzicht op de tuin. De ene kant van de tuin is het spiegelbeeld van de andere. Er zijn meerdere fonteinen in de tuin van Paleis Het Loo, met namen die verwijzen naar figuren uit de Romeinse en Griekse mythologie (zoals de Venus- en de Hercules-fontein).
De oorspronkelijke tuinen werden in de periode van 1980 tot en met 1984 hersteld naar de aanleg op wens van stadhouder Willem III. Bewaard gebleven ontwerptekeningen en opgravingen ter plaatse vormden het uitgangspunt voor deze ingreep. In 2009 is het uitzichtplatform herbouwd, met twee rustbanken aan het eind van de tuin, nog achter de colonnades.

### Vernieling
Op 6 juni 2000 rond 23:00 uur werden grote vernielingen aangericht aan de omheining en de tuinen van het paleis. Een 22-jarige man, afkomstig uit Apeldoorn, was onder invloed van alcohol en drugs met een scooter door de omheining gereden, vervolgens door de paleistuinen, waardoor forse schade ontstond. De man werd ter plekke aangehouden door de gealarmeerde marechaussee en politie. Hij werd door de rechter veroordeeld tot betalen van een schadevergoeding van tienduizend euro en een gevangenisstraf van acht maanden, waarvan twee  voorwaardelijk. Wegens herstelwerkzaamheden waren de paleistuinen een half jaar lang niet toegankelijk voor publiek. Hierdoor liep de uiteindelijke schade in de tienduizenden euro's.

### Paleispark
Het paleispark is net als de Koninklijke Houtvesterij onderdeel van kroondomein Het Loo. Het kroondomein was een geliefd jachtterrein van de koninklijke familie. Vlak bij het paleis, in Huis Het Loo, wonen momenteel prinses Margriet en Pieter van Vollenhoven. Achter Het Loo bevindt zich het Oude Loo, dat door de Staat werd verhuurd aan prinses Beatrix, later aan haar oudste zoon, koning Willem-Alexander.
De symmetrie in de architectuur van het hoofdgebouw en tuin zet zich door in het gebied aan de voorzijde van het paleis. Vanuit het hart van het hoofdgebouw vertrekt een kaarsrechte as pal richting het zuiden.
Loodrecht op deze hoofdas loopt langs het hekwerk en de zijvleugels de Koningslaan.  Dit is een weg dwars door het Paleispark, die voorheen de directe wegverbinding vormde tussen Het Loo en Amersfoort. De weg eindigt in het westen dan ook op de Amersfoortseweg (N344).
Vanaf de poort, het snijpunt tussen deze orthogonale lijnen, vertrekken twee assen onder een hoek van 35 graden gespiegeld aan de hoofdas. De zuidwest-as loopt richting de stallen en koetshuis van het paleis, waar nu ook de bezoekersentree en het parkeerterrein liggen. De hoofdas fungeert als belangrijkste zichtlaan. Tevens als ceremoniële oprijlaan, zoals bij Koninginnedag 2009, waar zich toen een drama voltrok.

### Assenstelsel
Het assenstelsel in het Paleispark heeft een vervolg gekregen in de stedenbouwkundige opzet van het gebied ten zuiden van het koninklijk terrein. Eenzelfde assenstelsel heeft zijn snijpunt ter plaatse van de inrit naar de oprijlaan.
Vanaf dit punt, dat gemarkeerd is door De Naald, een 17 meter hoge obelisk, vertrekken drie kaarsrechte lanen: de Loolaan, Jachtlaan en Koning Lodewijklaan. De Loolaan werd in 1739 als eerste door Willem IV gerealiseerd en was gericht op de oude Mariakerk op het Raadhuisplein in het centrum van Apeldoorn.
De hoofdas zet zich vanaf de inrit door richting het zuiden over de brede Koning Lodewijklaan.

## Spoorlijn
Over de brede middenberm van de Koning Lodewijklaan liep de voormalige Loolijn of Koningslijn, een spoorlijn van de Oosterspoorweg naar Het Loo, waardoor de koninklijke familie een rechtstreekse verbinding met Den Haag had.
De Koning Lodewijklaan werd vlak voor het midden van de 18e eeuw tegelijkertijd met het noordelijke deel van de huidige Jachtlaan
aangelegd.